# Alban Berg Quartett
Das Alban Berg Quartett (abgekürzt: ABQ) war eines der weltweit führenden Streichquartette. Es bestand von 1970 bis 2008 und war nach dem Komponisten Alban Berg benannt.

## Geschichte

### Gründung
Das Alban Berg Quartett wurde 1970 gegründet. Helene Berg, die Witwe des Komponisten Alban Berg, wurde zu einem Privatkonzert des Quartetts eingeladen und gab dem Quartett die Zustimmung, den Namen ihres Mannes zu tragen.

### Mitglieder
- 1. Violine: Günter Pichler (1971–2008)
- 2. Violine: Klaus Maetzl (1971–1978), Gerhard Schulz (1978–2008)
- Viola: Hatto Beyerle (1971–1981), Thomas Kakuska (1981–2005), Isabel Charisius (2005–2008)
- Violoncello: Valentin Erben (1971–2008)

### Künstlerisches Wirken
Nach einem einjährigen Studienaufenthalt in den USA auf Einladung von Walter Levin (LaSalle String Quartet) begann eine kometenhafte Karriere des Quartetts. Einen Schwerpunkt bildete der über Jahrzehnte gespielte jährliche Zyklus im Wiener Konzerthaus, zu dem das Quartett direkt nach seiner Rückkehr eingeladen wurde. Darauf folgten später auch eigene Zyklen in der Londoner Queen Elizabeth Hall, der Alten Oper Frankfurt, dem Pariser Théâtre des Champs-Élysées, der Kölner Philharmonie, dem Auditorio Nacional de Música in Madrid und dem Opernhaus Zürich. Des Weiteren konzertierte das Quartett in fast allen bedeutenden Konzerthäusern, unter anderem Teatro alla Scala, Concertgebouw Amsterdam, Berliner Philharmonie, Carnegie Hall, Teatro Colón und Suntory Hall sowie bei internationalen Musikfestivals wie zum Beispiel bei den Berliner Festwochen, beim Edinburgh Festival, IRCAM im Centre Georges Pompidou, beim Maggio Musicale Fiorentino, bei den Wiener Festwochen und den Salzburger Festspielen.
Nach dem Tod des Bratschisten Thomas Kakuska im Juli 2005 setzte das Quartett seine Konzerttätigkeit mit Isabel Charisius, einer ehemaligen Schülerin Kakuskas, fort. Der Verlust war aber zu groß, wie Cellist Valentin Erben meinte („There was a big rupture in our hearts“). 2007 gab das Quartett bekannt, sich zum Ende der Konzertsaison 2007/2008 aufzulösen. Nach einer weltweiten Tournee im Jahr 2008 beendete das Alban Berg Quartett seine Konzerttätigkeit.
Das Quartett pflegte kammermusikalische Partnerschaften mit Künstlern wie Alfred Brendel, Rudolf Buchbinder, Philippe Entremont, Elisabeth Leonskaja, Boris Pergamenschikow, Maurizio Pollini, András Schiff, Heinrich Schiff, Christian Zacharias und Tabea Zimmermann, Hariolf Schlichtig, Georg Hörtnagel und Alois Posch. Es liegt eine umfangreiche Diskografie vor.

### Lehrtätigkeit
Neben zahlreichen Meisterkursen hatte das Alban Berg Quartett von 1993 bis 2012 an der Musikhochschule Köln die Meisterklasse für Streichquartett in der Nachfolge vom Amadeus Quartett übernommen. Aus dieser Unterrichtstätigkeit gingen Ensembles hervor wie das Belcea Quartett, das Artemis Quartett, das Cuarteto Casals, das Fauré Quartett, das Asasello Quartett, das Schumann Quartett, das Aron quartet, das Dudok Quartet Amsterdam oder das Amaryllis Quartett. Viele von ihnen gehören heute zur internationalen Elite.

## Repertoire und Uraufführungen
Das Repertoire des Quartetts war weit gespannt und umfasste Werke von der Früh-Klassik über Klassik und Romantik, der Zweiten Wiener Schule (Berg, Schönberg und Webern) und Bartók bis hin zu zeitgenössischen Komponisten des 20. Jahrhunderts wie zum Beispiel Witold Lutosławski und Luciano Berio.
Folgende Werke (in chronologischer Reihenfolge) wurden für das Alban Berg Quartett geschrieben und von diesem uraufgeführt: Fritz Leitermeyer, Erich Urbanner (Quartette 1 und 4), Gottfried von Einem (1. Streichquartett), Roman Haubenstock-Ramati (1. und 2. Streichquartett), Wolfgang Rihm (4. Quartett und „Requiem für Thomas“), Alfred Schnittke (Quartett Nr. 4), Luciano Berio („Notturno“), Kurt Schwertsik („Adieu Satie“).

## Einspielungen
Bereits für seine ersten Einspielungen erhielt das Alban Berg Quartett den Grand Prix du Disque; im Laufe der Zeit folgten mehr als 30 renommierte Schallplattenpreise, darunter der Preis der Deutschen Schallplattenkritik, der Japanese Grand Prix, der Edison Award und der Gramophone Award. Allein der Beethoven-Zyklus des Alban Berg Quartetts (EMI) wurde über eine Million Mal verkauft, auch bei Béla Bartók wurden höchste Verkaufszahlen erreicht (über 500.000). Es wurden Aufnahmen der Quartette von Brahms (Teldec und EMI), der späten Quartette von Haydn (EMI), Mozart (Teldec und EMI) sowie Schubert (EMI) gemacht, aber das Repertoire erstreckte sich auch auf Tonträger weit über die Wiener Klassik hinaus mit Werken von zum Beispiel Mendelssohn Bartholdy und Schumann über Janáček, Stravinsky, der Zweiten Wiener Schule, Bartók bis hin zu Zeitgenossen wie von Einem, Lutosławski, Rihm, Berio, Haubenstock-Ramati und Schnittke. Viele der letzteren Werke wurden für das Alban Berg Quartett geschrieben und ihm gewidmet. In den letzten ca. 20 Jahren seines Bestehens ging das Quartett dazu über, fast ausschließlich Live-Mitschnitte von Konzerten zu veröffentlichen; unter anderem aus der Carnegie Hall, später meist aus dem Wiener Konzerthaus, so zum Beispiel einen Beethoven-Streichquartett-Zyklus auf CD, Video und DVD.

## Ehrungen
Das Quartett ist Ehrenmitglied der Wiener Konzerthausgesellschaft und Associate Artist der Royal Festival Hall London.